# Patrick Reiterer
Patrick Reiterer, född 28 september 1990 i Merano, är en italiensk racerförare.

## Racingkarriär
| År                                               | Klass/Mästerskap             | Team            | Totalt/poäng             | Bästa placering |                          |
| ------------------------------------------------ | ---------------------------- | --------------- | ------------------------ | --------------- | ------------------------ |
| 2007                                             | Formula Renault 2.0 Italia   | AP Motorsport   | Tatuus FR2000 (Renault)  | 27:a/5p         | 13:e på Spa (Race 2)     |
| 2008                                             | Formula Renault 2.0 Eurocup  | Prema Powerteam | Tatuus FR2000 (Renault)  | 27:a/2p         | 9:a på Le Mans (Race 1)  |
| 2008                                             | Formula Renault 2.0 Italia   | Prema Powerteam | Tatuus FR2000 (Renault)  | 11:a/109p       | 2:a på Misano (Race 1)   |
| 2009                                             | International Formula Master | Iris Project    | Tatuus IFM (Honda K20A)  | 9:a/16p         | Två femteplatser         |
| 2010                                             | GP3 Series                   | ATECH CRS GP    | Dallara GP3/10 (Renault) | 33:a/0p         | 14:e i Istanbul (Race 1) |
| Senast uppdaterad: 2010-10-07 (5174 dagar sedan) |                              |                 |                          |                 |                          |